# Pułk Radiotelegraficzny

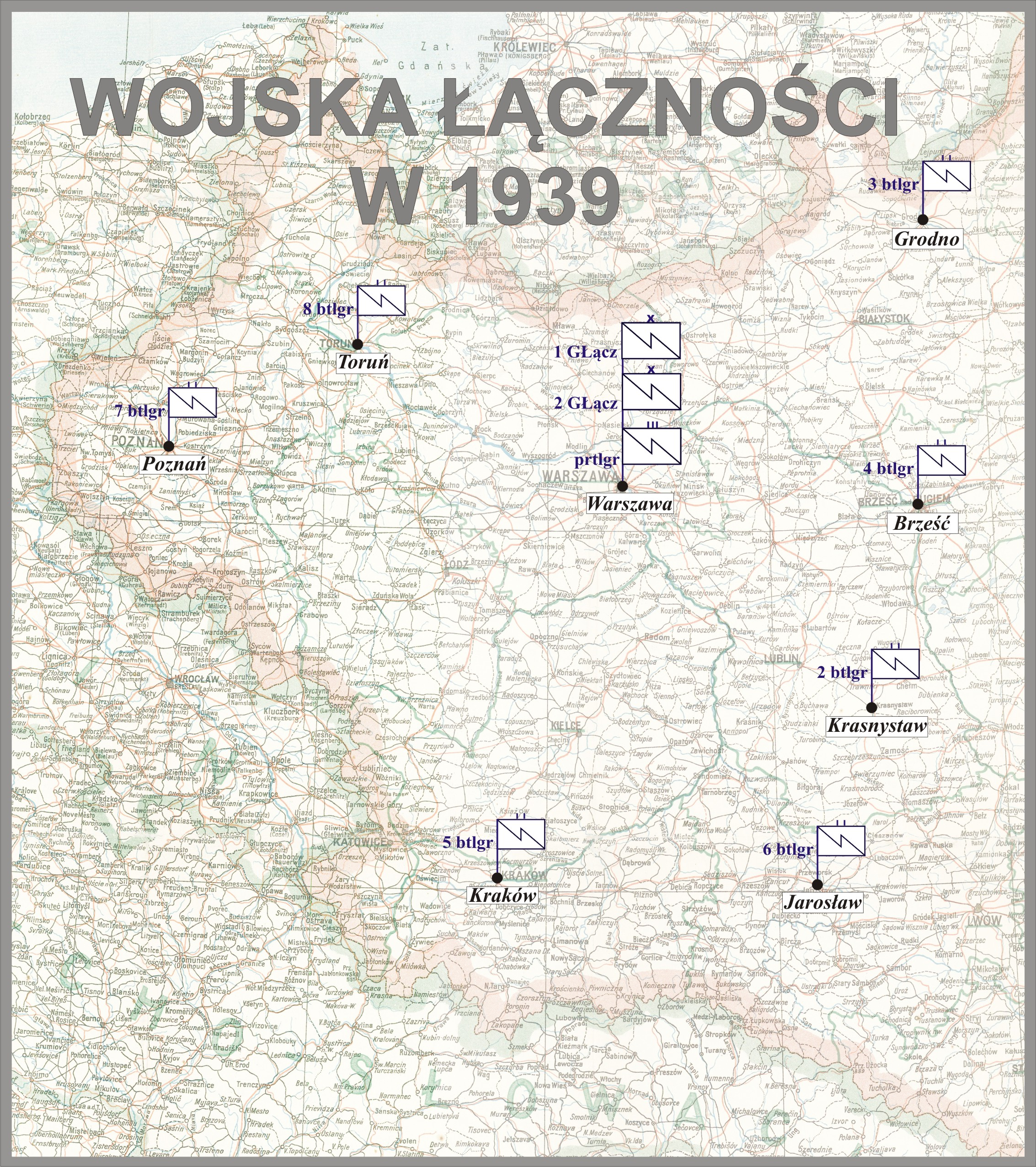
Wojska Łączności w 1939 przed wybuchem II wś

Pułk Radiotelegraficzny (prtlgr) – oddział łączności Wojska Polskiego II RP.

## Historia pułku
Pułk Radiotelegraficzny został sformowany 29 czerwca 1924 roku z połączenia trzech batalionów radiotelegraficznych, które dotychczas wchodziły w skład trzech pułków łączności, a mianowicie:
- I batalionu radiotelegraficznego 1 pułku łączności w Beniaminowie,
- II batalionu radiotelegraficznego 2 pułku łączności w Żurawicy,
- III batalionu radiotelegraficznego 3 pułku łączności w Grudziądzu[1].

17 września 1924 na łamach „Polski Zbrojnej” poinformowano, że pułk „z powodu braku lokali w Jabłonnie pozostaje czasowo w Beniaminowie”.
W 1926 roku dowództwo pułku zostało przeniesione z Beniaminowa do Warszawy. W następnym roku z Jabłonny do stolicy zostały przeniesione warsztaty i składy pułkowe. Pracownicy warsztatu pułkowego wykonali radioodbiornik dla Józefa Piłsudskiego, zainstalowany w Belwederze. Ponadto, pułk we własnym zakresie i z własnych środków, zbudował stację krótkofalową, która posłużyła do powstania laboratorium krótkofalowego.
19 maja 1927 roku minister spraw wojskowych marszałek Polski Józef Piłsudski ustalił i zatwierdził dzień 29 czerwca, jako datę święta pułkowego. Pułk obchodził swoje święto w rocznicę sformowania w 1924 roku.
We wrześniu 1929 roku zostały zorganizowane pododdziały pełniące rolę szkół podoficerskich dla szeregowych służby czynnej pułków broni, których zadaniem było wyszkolenie dowódców radiostacji pułkowych:
- kadra 2 kompanii szkolnej 2 baonu rtlgr w Krakowie pod dowództwem por. łącz. Mariana Lekszyckiego,
- kadra 3 kompanii szkolnej 3 baonu rtlgr w Przemyślu pod dowództwem por. łącz. Stanisława Rościszewskiego[5][6][7].

Dowództwo pułku i bataliony stacjonowały w Warszawie, 1 kompania szkolna też w Warszawie, 2 kompania szkolna w Krakowie, a 3 kompania szkolna w Przemyślu.

## Kadra pułku
Dowódcy pułku
- ppłk łącz. Antoni Powierza (VI 1924[9] – V 1925 → kierownik referatu w Departamencie V Technicznym MSWojsk.)
- ppłk łącz. Tadeusz Argasiński (V 1925 - IV 1929 → dowódca 2 Grupy Łączności)
- ppłk łącz. inż. Zygmunt Karaffa-Kraeuterkraft (IV 1929 - VIII 1934 → stan spoczynku)
- ppłk łącz. Władysław II Malinowski (X 1935 – 1939 → dowódca łączności Armii „Łódź”)

Zastępcy dowódcy pułku
- mjr łącz. Edmund Feliks Świdziński (VI 1924[9][10] – X 1927 → wykładowca w OSInż.[11])
- mjr łącz. Józef Łukomski (IV 1928 – 1 III 1929 → szef łączności 19 DP[12])
- mjr / ppłk łącz. Władysław II Malinowski (15 V 1929[13] – X 1935 → dowódca pułku)
- ppłk łącz. Mieczysław Ornatowski (do 1939)

Kwatermistrzowie
- kpt. łącz. Edmund Iwaszkiewicz (od VI 1924[9])
- kpt. łącz. Józef Albin Schubert (od VI 1927[14][15])
- mjr łącz. Franciszek Maksymilian Jaeschke (III 1932[16] – 1939)

Oficerowie pułku
- ppłk łącz. inż. Emil Kaliński (nadetatowy)
- mjr łącz. Kazimierz Jackowski
- mjr łącz. Egon Krulisz
- mjr łącz. Ignacy Junosza-Drewnowski – dowódca I batalionu (VIII 1929–III 1932)
- mjr łącz. inż. Antoni Krzyczkowski – dowódca batalionu (od 1 VI 1932)
- mjr łącz. Aleksander I Winiarski
- kpt. łącz. Witold Scazighino (rezerwowy w latach 20. i 30.)
- kpt. łącz. Marian Suski
- kpt. dypl. Zenon Starkiewicz
- por. adm. Czesław Gąsiorkiewicz (oficer służby administracyjnej pułku w 1932)
- por. rez. Adolf Morawski
- por. rez. Bolesław Przedpełski
- ppor. rez. Antoni Chomicz
- ppor. rez. Jerzy Krzywicki
- ppor. rez. Wacław Szymanowski

Podoficerowie
- kpr. Michał Parada

Organizacja i obsada personalna w 1939
Pokojowa obsada personalna batalionu w marcu 1939 roku:
- dowódca pułku – ppłk łącz. Władysław II Malinowski
- I zastępca dowódcy – ppłk łącz. Mieczysław Ornatowski †1940 Katyń[19]
- adiutant – kpt. Dariusz Władysław Tarnowski
- lekarz – mjr lek. dr Wiktor Niedźwiedzki †1940 Charków[20]
- II zastępca dowódcy (kwatermistrz) – mjr Franciszek Maksymilian Jaeschke †1940 Charków[21]
- oficer mobilizacyjny – kpt. Ludwik Wincenty Chełkowski †1940 Katyń[22]
- zastępca oficera mobilizacyjnego – por. mgr Michał Benesch †1940 Katyń
- oficer administracyjno-materiałowy – kpt. adm. (piech.) Bronisław Banasik
- oficer gospodarczy – kpt. int. Feliks Olbrysz †1940 Katyń[23]
- oficer żywnościowy – chor. Józef Kantorowicz
- dowódca kompanii obsługi – kpt. adm. (piech.) Roman Jazowski
- komendant parku – kpt. Henryk Jagiełło †1940 Katyń[24]
- zastępca komendanta parku – chor. Edmund Nimiński(*)[b]
- na kursie – kpt. Kazimierz Mazur
- na kursie – por. Stanisław Bilski

1 batalion radiotelegraficzny
- dowódca – mjr Stanisław Czubiński †1940 Katyń
- adiutant – por. Zdzisław Szymon Kossakowski
- dowódca 1 kompanii – kpt. Włodzimierz Florian Rychlicki †1940 Charków[26]
- instruktor – ppor. Antoni Wasilewski
- instruktor – chor. Edmund Nimiński (*)
- dowódca 2 kompanii – kpt. Stanisław Napoleon Bancer
- instruktor – ppor. Aleksander Dakowski
- dowódca 3 kompanii – por. Mieczysław Gucma
- instruktor – ppor. Władysław Bolesław Żychowski
- dowódca kompanii szkolnej – mjr dypl. mgr Jerzy Kurpisz
- instruktor – ppor. Kazimierz Walenty Banuack

2 batalion radiotelegraficzny
- dowódca – mjr Adam Parafiński
- adiutant – por. Mieczysław Goździkowski
- pomocnik ds gospodarczych – kpt. adm. (piech.) Jan Banaszewski
- oficer żywnościowy  – chor. Romuald Edmund Bansleben
- dowódca 1 kompanii – por. Karol Łuniewski
- instruktor – ppor. Ignacy Nowicki
- instruktor – ppor. Arkadiusz Hąjbowicz
- dowódca 2 kompanii – kpt. Marian Aleksander Tabeau
- instruktor – ppor.  CzesławBrejdygant
- instruktor – ppor. Leopold Serwacjusz Zieliński Rudolf
- dowódca 3 kompanii – ppor. Józef Biernacki
- instruktor – ppor. Stefan Mydlarz
- instruktor – ppor. Wacław  Malinowski
- dowódca 4 kompanii  – por.  Marian Radzio
- instruktor – por. Adam Julian Zawiliński †1940 Charków[27]
- dowódca kompanii szkolnej w Krakowie – kpt. Leopold Piątkiewicz
- instruktor – ppor. Zdzisław Malik

3 batalion radiotelegraficzny
- dowódca – mjr Mieczysław III Zaremba †1940 Katyń[28]
- dowódca (dubler) – mjr kontr. Giorgi Mamaładze[c]
- adiutant – kpt. Bogusław Wolniak
- dowódca 1 kompanii – kpt. Zbigniew Szczęsny Zubalewicz
- instruktor – ppor. Stanisław Lorenc
- instruktor – chor. Marian Brycan
- instruktor – chor. Józef Urbanik
- dowódca 2 kompanii – kpt. Janusz Stanisław Wagner †1940 Charków[29]
- instruktor – por. Roman Kiźny
- instruktor – ppor. Zbigniew Zygmunt Młodzianowski
- instruktor – ppor. Tadeusz Józef Szuster
- dowódca 3 kompanii – kpt. Wincenty Janecki
- instruktor – por. Juliusz Przemysław Domagalski
- dowódca kompanii szkolnej w Przemyślu – kpt. Stanisław Gospodarczyk
- instruktor – kpt. Piotr Puciata
- instruktor – por. Jan Kowal

## Symbole pułkowe
Sztandar
23 maja 1937 roku Prezydent RP Ignacy Mościcki zatwierdził wzór sztandaru pułku radiotelegraficznego. Na prawej stronie płatu sztandarowego jest umieszczona w rogach, zamiast numeru pułku, stylizowana litera „R”. Na lewej stronie płatu sztandarowego są umieszczone: w prawym górnym rogu na tarczy wizerunek Matki Boskiej Częstochowskiej, w lewym górnym rogu na tarczy znak wojsk łączności, w prawym dolnym rogu na tarczy godło m. Warszawy, w lewym dolnym rogu na tarczy odznaka pamiątkowa pułku radiotelegraficznego, na dolnym ramieniu krzyża kawalerskiego napis: „Warszawa 19 XI 1918”.
Odznaka pamiątkowa
14 lipca 1928 roku minister spraw wojskowych, marszałek Polski Józef Piłsudski zatwierdził wzór i regulamin odznaki pamiątkowej prtlgr.
Odznaka o wymiarach 41x41 mm ma kształt równoramiennego krzyża pokrytego emalią w barwach wojsk łączności. Na jego ramionach umieszczono inicjały i datę „P R 29 VI 1924”, pomiędzy ramionami po trzy błyskawice. W centrum nałożono czerwoną tarczę z orłem. Odznaka dwuczęściowa - wykonana w tombaku srebrzonym, emaliowana. Wykonanie: Zjednoczeni Grawerzy - Warszawa.